# Vanishing on 7th Street
Vanishing on 7th Street är en amerikansk post-apokalyptisk skräck-/thrillerfilm från 2010 i regi av Brad Anderson, med Hayden Christensen, Thandie Newton och John Leguizamo i huvudrollerna.

## Handling
En mystisk, till synes global mörkläggning orsakar att de flesta människorna på jorden bara försvinner i tomma luften, och det enda som är kvar är deras kläder och ägodelar. Skuggorna får liv, och börjar prata och följa efter sina offer. Allt eftersom fler och fler försvinner, och dagarna blir kortare, tvingas en handfull överlevare att ta skydd i en övergiven pub, som ligger på 7th Street i Detroit, Michigan, där de kämpar för sin överlevnad när domedagen kommer allt närmre.